# Macrothele
Macrothele là một chi nhện trong họ Hexathelidae.

## Hình ảnh

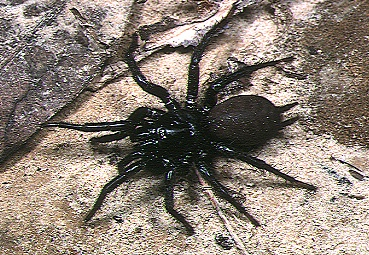
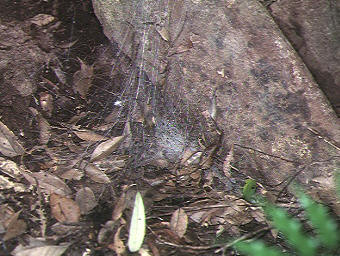
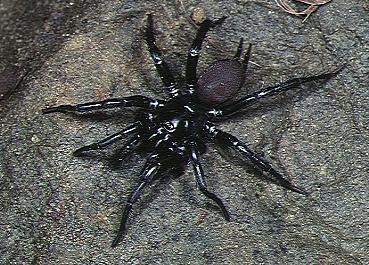